# Jerry il topo
Jerry il topo (Jerry Mouse) è un personaggio immaginario e uno dei due protagonisti della serie di cortometraggi animati cinematografici MGM Tom & Jerry. Creato da William Hanna e Joseph Barbera, Jerry è un topo domestico antropomorfo e marrone, che apparve per la prima volta nel corto animato MGM Un gatto messo alla porta (1940). Hanna disse che il nome originale del topo in quell'episodio fosse "Jinx", mentre Barbera sosteneva che il topo non avesse nome nella sua prima apparizione.

## Storia

### Cartoni animati
Il nome "Jerry" venne scelto dall'animatore MGM John Carr, in quanto sembra un barattolo (dall’inglese “Steel Jerry Can”), che presentò "Tom e Jerry" come nomi potenziali per il duo, dopo che un importante distributore Loews Inc. in Texas aveva chiesto dei seguiti per Un gatto messo alla porta. Anche se l'idea di un duo gatto e topo era considerata logora negli anni '40, Hanna e Barbera decisero di estendere il rapporto standard di cacciatore/preda previsto. Il loro Jerry Mouse, un "ladro di scena incurabile", servì più o meno come protagonista della maggior parte dei film; invece di essere una "vittima rannicchiata" del suo inseguitore, Tom Cat, godeva nel battere, e spesso torturare, il suo antagonista (anche se a volte Tom sta solo seguendo gli ordini o è per i fatti suoi e viene infastidito da Jerry), infatti Jerry è dispettoso ed egoista. Hanna e Barbera consideravano Tom e Jerry "il meglio dei nemici", la cui rivalità nascondeva un tacito importo di rispetto reciproco.
Nei successivi cartoni animati di Tom & Jerry, Jerry acquisì un giovane protetto: un piccolo topo grigio chiamato "Tuffy" o "Nibbles" a seconda del cartone animato, che viene lasciato davanti alla porta di Jerry come un piccolo trovatello nel cortometraggio del 1946 A caccia di latte. Jerry e Tuffy inoltre si vedono insieme in una sotto-serie di cartoni animati di Tom & Jerry ambientati nella Francia del XVII secolo e che caratterizza i personaggi come moschettieri. Il primo di questi corti, I due moschettieri, vinse l'Oscar al miglior cortometraggio d'animazione nel 1951.
Hanna e Barbera servirono come sceneggiatori/registi dei cartoni animati di Tom & Jerry fino al 1956, quando ne divennero anche i produttori. Quattordici cartoni animati di Tom & Jerry tra il 1940 e il 1954 furono nominati all'Oscar al miglior cortometraggio d'animazione, e sette di essi lo vinsero. La MGM chiuse il suo reparto di animazione nel 1957, ma nuovi cartoni animati di Tom e Jerry vennero prodotti da Gene Deitch e poi da Chuck Jones nel corso degli anni '60. Jerry sarebbe apparso anche nelle successive produzioni di Tom & Jerry per la televisione, una serie di film direct-to-video, e Tom & Jerry - Il film, un film cinematografico del 1992. Le produzioni successive evitarono gran parte della violenza per cui erano conosciuti i corti degli anni '40 e '50, e in diverse serie televisive a Jerry venne dato un papillon rosso e una disposizione più gentile.

### Due marinai e una ragazza
Per conto suo, Jerry Mouse appare in una sequenza di fantasia nel film musicale MGM Due marinai e una ragazza (Canta che ti passa) (1945). Jerry appare come il sovrano di un regno in cui la musica è bandita perché sente che gli manca il talento, e Gene Kelly convince il topo ad eseguire un numero di canto e danza con lui. Kelly e la MGM volevano originariamente Topolino come partner di ballo di Kelly per la sequenza, ma Disney non era disposto a concedere in licenza il personaggio.
Hanna e Barbera ottennero l'effetto di Kelly che balla con Jerry dal rotoscope: prima vennero girate delle lastre live-action di Kelly che ballava da solo, e l'azione venne tracciata fotogramma per fotogramma in modo che i movimenti di Jerry combaciassero. Il successo del segmento animato di Due marinai e una ragazza, che le recensioni commerciali contemporanee dicevano "rubasse la scena", portò ad altri due progetti live-action/animati per Hanna-Barbera e MGM: una sequenza di balletto subacqueo con tanto di Tom e Jerry nel film con Esther Williams Nebbia sulla Manica (1953) e la sequenza "Sinbad the Sailor" del film di Kelly Trittico d'amore (1956).

## Trasposizioni in altri media
Il personaggio, in coppia con Tom Cat, è stato protagonista di varie serie a fumetti prodotte negli Stati Uniti d'America dalla Dell e dalla Western Publishing. Dagli anni cinquanta agli anni novanta vennero pubblicate anche in Italia da diversi editori.

## Doppiatori

### Originali
- William Hanna: in Un topo solitario (1943)
- Sara Berner: ne L'abito fa il monaco (1944) e Due marinai e una ragazza (Canta che ti passa) (1945)[16]
- Lillian Randolph: in A caccia di latte (1946)[3]
- Allen Swift: effetti vocali nell'era Gene Deitch (1961-1962)[17]
- Mel Blanc: effetti vocali nell'era Chuck Jones (1963-1967)
- Janet Waldo: in I'm Just Wild About Jerry (1965), Catty-Cornered (1966), The Mouse from H.U.N.G.E.R. (1967), I monelli dello spazio (1966-1967)
- June Foray: in Jerry e la maga (1965) e Il duello (1966)
- John Stephenson: in The Tom & Jerry Show (1975)
- Frank Welker: in Tom & Jerry Comedy Show (1980-1982), Tom & Jerry Kids (1990-1993), Tom & Jerry e l'anello incantato (2001)
- Dana Hill: in Tom & Jerry - Il film (1992)[18]
- Samuel Vincent: in Tom & Jerry Tales (2006-2008)

### Italiani
- Isa Di Marzio: prima voce nei cortometraggi e nel ridoppiaggio di Due marinai e una ragazza (Canta che ti passa)
- Emanuela Rossi: seconda voce nei cortometraggi
- Aldo Stella: terza voce nei cortometraggi
- Isabella Guida: in Tom & Jerry Kids
- Ilaria Stagni: in Tom & Jerry - Il film
- Pasquale Anselmo: in Tom & Jerry Tales, The Tom & Jerry Show
- Ilaria Latini: in Tom & Jerry e l'anello incantato, Silenzio, prego!